# 진도서초등학교 가사도분교
진도서초등학교 가사도분교는 대한민국 전라남도 진도군에 있는 공립 초등학교이다.

## 학교 연혁
- 1940년 6월 30일 가사도공립심상소학교로 개칭
- 1941년 4월 1일 가사도공립국민학교로 개칭
- 1948년 4월 1일 가사도국민학교로 개칭
- 1990년 3월 1일 진도서국민학교로 편입

## 참고 자료
- 진도서초등학교가사도분교장 - 한국교육학술정보원 학교알리미